# Piper PA-29
Die Piper PA-29 Papoose war ein einmotoriger Tiefdecker des US-amerikanischen Flugzeugherstellers Piper Aircraft Corporation, der als Schulflugzeug eingesetzt werden sollte. Das Projekt wurde jedoch nach einem gebauten Exemplar eingestellt. Die Flugzeugzelle bestand vollständig aus glasfaserverstärktem Kunststoff und Kunststoff-Sandwichbauteilen.

## Geschichte
Die Ursprünge der Entwicklung der PA-29 gehen zurück auf den 5. Mai 1958 als Piper ein Programm initiierte, das sich mit der Entwicklung von alternativen Materialien für die Flugzeugstruktur beschäftigte. Hierzu wurde mit Robert Drake ein Experte auf dem Gebiet des Glasfaserverstärkten Kunststoffs als Manager der „Piper Plastic Division“ in Vero Beach engagiert. Hier wurde auch der Prototyp hergestellt, der am 30. April 1962 zu seinem Erstflug startete, zwei weitere geplante Maschinen wurden nicht mehr gebaut.

## Konstruktion
Kennzeichnend für die Konstruktion war die Verwendung von großflächigen einteiligen Strukturkomponenten, so besteht die Tragfläche aus einer kompletten Unter- und Oberschale. Ebenso ist der Rumpf aus zwei durchgehenden Halbschalen aufgebaut. Anstelle von getrennten Querrudern und Klappen setzte man bei der PA-29 über die gesamte Spannweite sogenannte flaperons ein. Diese können um 30° ausgelenkt als Landeklappen und mit gegensinniger Betätigung als Querruder verwendet werden. Pilot und Flugschüler/Passagier saßen nebeneinander unter einer Schiebehaube.

## Technische Daten
- Spannweite: 7,62 m
- Länge: 6,55 m
- Höhe: 2,13 m